# Канијеца (Тревизо)
Канијеца је насеље у Италији у округу Тревизо, региону Венето.
Према процени из 2011. у насељу је живело 1778 становника. Насеље се налази на надморској висини од 213 м.